# Lekythopora
Lekythopora is een mosdiertjesgeslacht uit de familie van de Lekythoporidae en de orde Cheilostomatida. De wetenschappelijke naam ervan is in 1883 voor het eerst geldig gepubliceerd door MacGillivray.

## Soorten
- Lekythopora avicularis Maplestone, 1909
- Lekythopora hystrix MacGillivray, 1883
- Lekythopora laciniosa Calvet, 1906